# Aruba nos Jogos Olímpicos de Verão de 2024
Aruba competiu nos Jogos Olímpicos de Verão de 2024 em Paris de 26 de julho a 11 de agosto de 2024. Foi a décima participação do país nos Jogos Olímpicos de Verão.

## Competidores
Abaixo está a lista do número de competidores nos Jogos.
| Esporte  | Masculino | Feminino | Total |
| -------- | --------- | -------- | ----- |
| Ciclismo | 0         | 1        | 1     |
| Natação  | 1         | 1        | 2     |
| Tiro     | 1         | 0        | 1     |
| Vela     | 2         | 0        | 2     |
| Total    | 4         | 2        | 6     |

## Desempenho

### Ciclismo

#### BMX
Ciclistas de Aruba garantiram um lugar de cota na corrida feminina de BMX para Paris 2024 através da alocação de vagas de universalidade; sinalizando o retorno do país ao ciclismo olímpico pela primeira vez desde a corrida em estrada masculina de 1996.
| Atleta          | Evento           | Quartas de final | Quartas de final | Semifinal   | Semifinal   | Final       | Final       |
| Atleta          | Evento           | Pontos           | Pos.             | Pontos      | Pos.        | Resultado   | Pos.        |
| --------------- | ---------------- | ---------------- | ---------------- | ----------- | ----------- | ----------- | ----------- |
| Shanayah Howell | Corrida feminina | 23               | 23               | Não avançou | Não avançou | Não avançou | Não avançou |

### Natação
Os nadadores de Aruba atingiram os padrões de entrada nas seguintes provas para Paris 2024 (um máximo de dois nadadores com o Tempo de Qualificação Olímpica (OQT) e vaga de universalidade).
| Atleta           | Evento                | Eliminatórias | Eliminatórias | Semifinal   | Semifinal   | Final       | Final       |
| Atleta           | Evento                | Tempo         | Pos.          | Tempo       | Pos.        | Tempo       | Pos.        |
| ---------------- | --------------------- | ------------- | ------------- | ----------- | ----------- | ----------- | ----------- |
| Mikel Schreuders | 50 m livre masculino  | 22.14         | 26            | Não avançou | Não avançou | Não avançou | Não avançou |
| Mikel Schreuders | 100 m livre masculino | 48.84         | 26            | Não avançou | Não avançou | Não avançou | Não avançou |
| Chloë Farro      | 50 m livre feminino   | 26.49         | 32            | Não avançou | Não avançou | Não avançou | Não avançou |

### Tiro
Os atiradores de Aruba conquistaram uma vaga para Paris 2024 com base na alocação de vagas de universalidade.
| Atleta        | Evento                       | Qualificação | Qualificação | Final       | Final       |
| Atleta        | Evento                       | Pontos       | Pos.         | Pontos      | Pos.        |
| ------------- | ---------------------------- | ------------ | ------------ | ----------- | ----------- |
| Philip Elhage | Pistola de ar 10 m masculino | 554          | 33           | Não avançou | Não avançou |

### Vela
Pela primeira vez desde 2016, os velejadores de Aruba qualificaram um barco em cada uma das seguintes classes através dos Jogos Pan-Americanos de 2023 em Santiago, Chile.
Eventos de eliminação
| Atleta        | Evento           | Série de abertura | Série de abertura | Série de abertura | Série de abertura | Série de abertura | Série de abertura | Série de abertura | Série de abertura | Série de abertura | Série de abertura | Série de abertura | Série de abertura | Série de abertura | Série de abertura | Série de abertura | Série de abertura | Série de abertura | Série de abertura | Série de abertura | Série de abertura | Série de abertura | Série de abertura | Quartas | Semifinal   | Final       | Pos. |
| Atleta        | Evento           | 1                 | 2                 | 3                 | 4                 | 5                 | 6                 | 7                 | 8                 | 9                 | 10                | 11                | 12                | 13                | 14                | 15                | 16                | 17                | 18                | 19                | 20                | Pontos            | Classificação     | Quartas | Semifinal   | Final       | Pos. |
| ------------- | ---------------- | ----------------- | ----------------- | ----------------- | ----------------- | ----------------- | ----------------- | ----------------- | ----------------- | ----------------- | ----------------- | ----------------- | ----------------- | ----------------- | ----------------- | ----------------- | ----------------- | ----------------- | ----------------- | ----------------- | ----------------- | ----------------- | ----------------- | ------- | ----------- | ----------- | ---- |
| Ethan Westera | IQFoil masculino | 11                | 12                | 12                | 17                | 10                | 13                | 8                 | 11                | 3                 | 6                 | 8                 | 2                 | 7                 | Cancelado         | Cancelado         | Cancelado         | Cancelado         | Cancelado         | Cancelado         | Cancelado         | 90                | 9 Q               | 5       | Não avançou | Não avançou | 8    |

Eventos de corrida de medalha
| Atleta           | Evento | Corrida | Corrida | Corrida | Corrida | Corrida | Corrida | Corrida | Corrida | Corrida   | Corrida   | Corrida | Pontos | Pos. |
| Atleta           | Evento | 1       | 2       | 3       | 4       | 5       | 6       | 7       | 8       | 9         | 10        | M*      | Pontos | Pos. |
| ---------------- | ------ | ------- | ------- | ------- | ------- | ------- | ------- | ------- | ------- | --------- | --------- | ------- | ------ | ---- |
| Just van Aanholt | ILCA 7 | 26      | 39      | 25      | 24      | 34      | 10      | 23      | 36      | Cancelado | Cancelado | EL      | 178    | 33   |

M = Corrida de medalha; EL = Eliminado – não avançou para a corrida de medalha